# Кисилівські оголення
Кисилівські оголення — колишній кар'єр, геологічна пам'ятка природи місцевого значення стратиграфічного типу. Найбільш повний розріз підкиєвських утворень палеогену. Розташована між покинутим селом Кисилівка і жилим Луб'янка, Білокуракинського району, Луганської області.
Кар'єр розташований на лівому схилі балки Суха Козинка, яка впадає в долину річки Козинки (правої притоки річки Білої, басейн Сіверського Дінця). Унікальний для Східної Слобожанщини розріз бучакської і канівської світ палеогенового періоду, де можна бачити конгломератовидні зливні пісковики, що містять численні залишки викопної фауни. Відслонення складаються із шарів послідовно розташованих один за одним сіро-зелених безкарбонатних алевролітів, зеленувато-сірих пісків, нижче яких залягають дрібно-зернисті кварцові білі піски з включенням поодиноких зерен гравію і гальки, а також піски алевритисті, слюдисті, зеленувато-сірі з галечниковим прошарком в основі, піски дрібнозернисті білі з включенням гравію і гальки по всьому шару, алевроліти щільні зеленувато-сірі слюдисті, піщанисті.

## Охорона
Геологічна пам'ятка має велике науково-пізнавальне значення. Отримала статус згідно з рішенням виконкому Луганської обласної Ради народних депутатів № 72 від 4 лютого 1969 року, рішенням виконкому Ворошиловградської обласної Ради народних депутатів № 247 від 28 червня 1984 року. Площа пам'ятки становить 3,8 га. Землі об'єкту знаходяться у віданні Олексіївської сільської ради.